# Ward (Arkansas)
Ward – miasto w Stanach Zjednoczonych, w stanie Arkansas, w hrabstwie Lonoke.